# Aリーグ・メン
Aリーグ・メン（A-League Men）、旧称Aリーグ（A-League）は、オーストラリアの男子サッカーにおける最上位（1部）に相当するプロリーグである。オーストラリア・プロフェッショナル・リーグス (APL) とフットボール・オーストラリアによって運営される。オーストラリア各地から11クラブとニュージーランドから越境で2クラブが参加している。
以前は現代自動車がスポンサーを務めていたが、改名初年度の2021-22シーズンからいすゞUTEオーストラリアの協賛によりいすゞUTE・Aリーグ (Isuzu UTE A-League) と呼ばれる。

## 歴史
オーストラリアは人口を増やすために移民を積極的に受け入れてきたが、特に第二次世界大戦以後は白豪主義のもとで白人人口を増やすために、南欧や東欧からの移民を数多く受け入れた。サッカーはこれら新来の欧州系移民の間で盛んで競技人口も多かったが、一般のアングロサクソンの国民にとってのサッカーは移民のスポーツであり、「観るスポーツ」としてはマイナースポーツであった。
はじまりは、2002 FIFAワールドカップの開催であった。初めて時差なしで観戦出来た2002 FIFAワールドカップで、オーストラリア国民のサッカーへの関心が高まった。そこに商業的価値を見出したオーストラリアの当時の首相ジョン・ハワードは「サッカー」をきっかけとしたオーストラリアのアジアへの進出というプランを描き、オーストラリアサッカー界改革を決意。オーストラリア国内最大手のデパートの経営者であり、国内有数の資産家のフランク・レービ（Frank Lowy）にオーストラリアサッカーの立て直しを依頼した。政府の意向を受け、オーストラリアサッカー連盟は、2003年にフランク・レービを会長に選出し、様々な改革に着手した。
オーストラリア初のプロリーグであるAリーグの誕生前にも、同国にはナショナルサッカーリーグ（NSL）というセミプロリーグが存在していたが、NSLは多くの問題があった。
一つは財政破綻の問題である。1970年代から2004年までの間に、NSLの累積赤字は日本円で約400億円に上るまでになっていた。毎年、政府は、NSLに対して補助金を支給してきたが、その使途も不透明であった。その為、政府としても、NSL改革は急務であった。
他の問題として、NSLのクラブのほとんどが移民のチームだったことがある。小都市のチームこそ、多人種混合チームも存在したが、大都市では移民のそれぞれの出身国のクラブが競い合っていた。その為、試合では民族間の代理戦争とも言えるサポーター同士の衝突が頻繁に起きた。例えば、クロアチア系移民のチームのシドニー・ユナイテッド(旧シドニー・クロアチア) (Sydney United)とギリシャ系移民のチームのシドニー・オリンピック (Sydney Olympic)の試合では、クロアチア系移民とギリシャ系移民が衝突するわけである。
そのような民族色が強い移民のチーム同士のリーグ戦に一般の国民が興味を抱くわけが無く、さらにチーム間のサポーター同士の衝突もあり、一般国民にとってのサッカーのイメージは暴力的で民族色の強い移民のスポーツというものであった。オーストラリアサッカー連盟も何の手も打たなかったわけではなく、1990年代からNSLのチーム名に民族的な由来を示すような名前をつけることを禁止し、「都市名のみ」または「都市名＋愛称」の新しい名称に変えることを義務付けた。
そんな中、オーストラリアサッカー連盟はNSLを清算し、2004年11月に同国初のプロリーグAリーグを発足させた。Aリーグは『民族』ではなく、日本のJリーグ同様『地域性』をコンセプトにすえ(例えば、シドニー市民は、民族に関係なくシドニーFCを応援する)、1都市1チームを原則として、民族色の強いチームを排除し、暴力的なイメージを一新させた。なお、Aリーグに加入できなかったNSLのチームは、規模を縮小し、Aリーグとは別の独自のリーグ戦を開催している。Aリーグは2005年8月より本格的にリーグ戦を開始し、Aリーグ全体平均観客動員数1万人を記録(シドニーFCは平均観客動員数1万5千人)。
2021年9月30日にオーストラリアのサッカーリーグのリブランディングが発表された。これにより、従来のAリーグはAリーグ・メンに、WリーグはAリーグ・ウィメンにそれぞれ改名され、これらのリーグは共通の「Aリーグス」ロゴやバナーを使用することとなった。2021-22シーズンのAリーグ・メンは2021年11月19日に開幕する。

## 加盟クラブ
下記の12クラブが参加して行われる。2011年にノースクイーンズランド・フューリー、2012年にゴールドコースト・ユナイテッドがそれぞれ脱退して9クラブになったが、2012-2013シーズンにウェスタン・シドニー・ワンダラーズが加盟し10クラブとなった。2019-20シーズン、メルボルン西部に本拠地を置く、ウェスタン・ユナイテッドFCが、翌シーズンにはシドニー南西部に本拠地を置くマッカーサーFCが加盟し12クラブとなった。
Aリーグ発足以前から存在しているクラブは、アデレード・ユナイテッドFC、ニューカッスル・ユナイテッド・ジェッツFC、パース・グローリーFCの3クラブ。また、Aリーグではフランチャイズ制を採用し、昇降格はなく、ポストシーズンのグランドファイナル勝者を優勝クラブとするなど、メジャーリーグサッカーやその他のアメリカ合衆国のプロスポーツリーグに似通ったシステムとなっている。なお、リーグ外のクラブも参加する全国規模のカップ戦は2013年度までなかったが、2014-2015シーズンから全国規模のカップ戦としてFFAカップが設立・開始された。

### Aリーグ加盟クラブ一覧
|                  | 州                       | クラブ名                                 | 活動区域／ホームタウン （ホームスタジアム）       | 加盟年度 |
| ---------------- | ------------------------ | ---------------------------------------- | ------------------------------------------------- | -------- |
| オーストラリア   | ニューサウスウェールズ州 | シドニーFC                               | シドニー （シドニー・フットボール・スタジアム）   | 2005-06  |
| オーストラリア   | ニューサウスウェールズ州 | セントラルコースト・マリナーズFC         | ゴスフォード （ブルータン・スタジアム）           | 2005-06  |
| オーストラリア   | ニューサウスウェールズ州 | ニューカッスル・ユナイテッド・ジェッツFC | ニューカッスル （ハンター・スタジアム）           | 2005-06  |
| オーストラリア   | ニューサウスウェールズ州 | ウェスタン・シドニー・ワンダラーズFC     | パラマタ （ウェスタン・シドニー・スタジアム）     | 2012-13  |
| オーストラリア   | ニューサウスウェールズ州 | マッカーサーFC                           | 南西シドニー （キャンベルタウン・スタジアム）     | 2020-21  |
| オーストラリア   | クイーンズランド州       | ブリスベン・ロアーFC                     | ブリスベン （サンコープ・スタジアム）             | 2005-06  |
| オーストラリア   | ビクトリア州             | メルボルン・ビクトリーFC                 | メルボルン （マーベル・スタジアム）（AAMIパーク） | 2005-06  |
| オーストラリア   | ビクトリア州             | メルボルン・シティFC                     | メルボルン （AAMIパーク）                         | 2010-11  |
| オーストラリア   | 南オーストラリア州       | アデレード・ユナイテッドFC               | アデレード （ハインドマーシュ・スタジアム）       | 2005-06  |
| オーストラリア   | 西オーストラリア州       | パース・グローリーFC                     | パース （nibスタジアム）                          | 2005-06  |
| ニュージーランド | ウェリントン広域自治体   | ウェリントン・フェニックスFC             | ウェリントン （スカイ・スタジアム）               | 2007-08  |
| ニュージーランド | オークランド広域自治体   | オークランドFC                           | オークランド （ゴー・メディア・スタジアム）       | 2024-25  |

### Aリーグに過去加盟していたクラブ
|                  | 州                     | クラブ名                             | 活動区域／ホームタウン （ホームスタジアム）                      | 加盟期間 |
| ---------------- | ---------------------- | ------------------------------------ | ---------------------------------------------------------------- | -------- |
| オーストラリア   | クイーンズランド州     | ゴールドコースト・ユナイテッドFC     | ゴールドコースト （ロビーナ・スタジアム）                        | 2009-12  |
| オーストラリア   | クイーンズランド州     | ノースクイーンズランド・フューリーFC | タウンズビル （ウィロウズ・スポーツコンプレックス                | 2009-11  |
| オーストラリア   | ビクトリア州           | ウェスタン・ユナイテッドFC           | ジーロング （GMHBAスタジアム） バララット （マーズ・スタジアム） | 2019-25  |
| ニュージーランド | オークランド広域自治体 | ニュージーランド・ナイツFC           | オークランド（ノース・ハーバー・スタジアム）                     | 2005-07  |

### 参加クラブの変遷

#### ニュージーランドクラブの入替
Aリーグの前身となるオーストラリアン・ナショナルサッカーリーグ（NSL）においても、ニュージーランドを本拠地とする「フットボール・キングズ」というチームが参加していた。
その名残としてニュージーランドから参加した、オークランドをホームタウンとしていたニュージーランド・ナイツFCは、Aリーグ創設時からのメンバーであったが、当初から戦力不足が叫ばれ、最下位候補に推す評論家も多かった。予想に違わず成績は低迷し、2005-2006シーズンは21試合でわずか1勝3分け、観客動員も全く振るわずにリーグ平均(1試合あたり10955人)の半分以下(1試合あたり3909人)に過ぎなかった。翌2006-2007シーズンも戦績・動員ともに改善の兆しは見られず、2006年12月14日にオーストラリアサッカー連盟はニュージーランド・ナイツFCのAリーグ加入権を剥奪すると正式発表し、2007年1月のシーズン最終戦をもってニュージーランド・ナイツFCは解散した。後継クラブの設立を託されたニュージーランドサッカー(現ニュージーランドフットボール)は、3月にウェリントンを本拠地とする新クラブを発足させることを決め、ウェリントン・フェニックスFCが設立され、Aリーグへ参入することとなった。
なお、ニュージーランドにはこれとは別にニュージーランド・フットボールチャンピオンシップという国内クラブチームによるリーグ戦があるが、Aリーグに参加しているニュージーランドのクラブはこのニュージーランドリーグへは出場しない。また、AFCチャンピオンズリーグについても、ニュージーランドはオセアニアサッカー連盟に加盟している関係上、出場規定順位（後述）を満たしたとしてもこの大会へ参加することは認められていない（OFCチャンピオンズリーグへも出場はしていない）。ただし、2014-15年度から、ウェリントン・フェニックスは日本のサテライト組織に当たるリザーブチーム（2軍）を編成して、ニュージーランドリーグへ参加している。

#### 8クラブから10クラブへ
Aリーグ創設時の参加クラブは全8クラブであったが、当初から参加クラブ数を増やすことが検討されていた。その候補として、ウロンゴン、キャンベラ、タウンズビル、ホバート、ジーロング、ダーウィンなどが挙げられていた。2006年、ニュージーランド・ナイツFCのリーグ脱退が報じられた際、タウンズビルが代替加入に意欲を見せた。上述の通りニュージーランド・ナイツFCはウェリントン・フェニックスFCに取って代わられることになったが、タウンズビルの勢いは消えなかった。2007年11月、将来Aリーグ参加が認められた際にはクラブ名を「ノースクイーンズランド・サンダーFC」とすることが発表された。ついで、同年12月に新設クラブのゴールドコースト・ギャラクシーFCもAリーグ参入へ向けて名乗りを上げた。2008年2月、この2クラブが2008-2009シーズンからAリーグへ新加盟することがオーストラリアサッカー連盟から一度は発表された。しかし、3月になって両クラブの加盟は少なくとも1年は先送りされることが発表された。5月、オーストラリアサッカー連盟は2009-2010シーズンを最大12クラブで行う予定があることを発表し、両クラブは正式参入に向けて主に財政面での問題の解決を急いだ。そして8月28日、ゴールドコースト・ギャラクシーFC改めゴールドコースト・ユナイテッドFCとサンダーの呼称使用を断念したノースクイーンズランドFCが2009-2010シーズンからAリーグへ参加することが正式にアナウンスされた。クイーンズランド州のチームが複数になることに伴い、クイーンズランド・ロアーFCはブリスベン・ロアーFCへと名称を変更した。

#### 11番目、12番目のクラブ
2007年2月、サウスメルボルンFCがメルボルン第2のクラブとしてAリーグ参加を検討していると発表した。メルボルン・ビクトリーFCが現在メルボルン市内に建設中の新スタジアムの使用を拒否する姿勢を見せたため、宙に浮きかねない新スタジアムの「引き取り手」として「メルボルン第2のクラブ」の可能性が注目を浴びることとなった。6月になると、3つの投資家集団がAリーグクラブ設立に向けて活動していることが明らかになった。2009年6月、メルボルン・ハートFCが2010-2011シーズンからAリーグへ参入することが明らかになった。
パラマタやペンリスなどシドニー西部でも新たなAリーグクラブを設立しようとする動きがあり、2009年9月にシドニー・ローヴァーズFCが2011-2012シーズンからAリーグへ参加することが発表された が2010年に活動を休止。2011-2012シーズンにゴールドコースト・ユナイテッドFCがAリーグから脱退したことに伴い、2012-2013シーズンからパラマタを本拠地とするウェスタン・シドニー・ワンダラーズが新たにAリーグへ参入することが発表された。

#### 将来のさらなる拡張
Aリーグは2012-2013シーズン以降に参加クラブ数を14もしくは16にまで増やすことを検討しており、新加盟を目指してキャンベラやタスマニアなど各地で活動が続いている。
キャンベラが2008年7月に参加をオーストラリアサッカー連盟に申し入れたと公表された。キャンベラスタジアムをホームスタジアムにするとされ、地元財界も支援している。
タスマニアサッカー連盟は2007年10月にタスマニア州のホバートかローンセストンにAリーグクラブを設立すべきと提案し行政の支援を求めた。タスマニア・ユナイテッドFCを仮称とし、アラブ首長国連邦の富豪の支援を取り付けたとも言われている。
ウロンゴンにはAリーグの前身のナショナルサッカーリーグで2度優勝(1999-2000、2000-2001)しているウロンゴン・ウルヴズFCという名門クラブが存在し、Aリーグ参入を望まれていた。しかしウロンゴン・ウルブスFCはAリーグ参加を断り、同地域からAリーグ加入を目指すクラブが現れればそれをサポートすることを考えている、と報道された。グレートサウスフットボールというグループがAリーグ参入クラブの設立を目指しており、オーストラリアを代表する富豪のブルース・ゴードンが支援していると伝えられ、またサッカーオーストラリア代表のティム・ケーヒルも協力を表明する など、厚いサポート体制を有している。
一方で、2025年8月には財政難となっていたウェスタン・ユナイテッドFCがAリーグライセンスの剥奪を宣告されている。

## レギュレーション(2011-12シーズン以降)

### チーム編成
- 各クラブは20人以上の選手を保有しなければならない。その際、20歳以下の選手を3人以上保有しなければならない。
- 年俸に関してサラリーキャップ制度を導入しており、チーム全員の年俸合計がA$210万以下(日本円にして約1億6800万円)と定められている。ただし集客力の向上のため、サラリーキャップ制の制限を受けずに年俸を設定できるマーキープレーヤー(marquee player)を各クラブ1人獲得可能である。
- オーストラリアおよびニュージーランド以外の国籍を有する外国籍選手は5人まで保有できる。
- 上記とは別に、AFCに加盟する国・地域の外国籍選手1人を保有することが出来る他、1チームにつき4人まで「ゲストプレーヤー」（各選手4人までの短期加入制度。レンタル移籍にほぼ概念が近い）の参加も認められる。

### レギュラーシーズン
- 加盟全11クラブによる3回戦総当り(全29節)の1シーズン制。勝ち点の多さにより順位を決定。
- 勝ち点は勝ち3点、引き分けは双方1点、負け0点。同点の場合、得失点差→総得点→直接対決成績→直接対決時の総得点→累積退場回数の少なさ→累積警告数の少なさ→コイントスの順で順位を決定する。
- 上位6クラブがレギュラーシーズン終了後に行われるファイナルシリーズに進出する[30]。
- シーズンは10月開幕である。

### ファイナルシリーズ

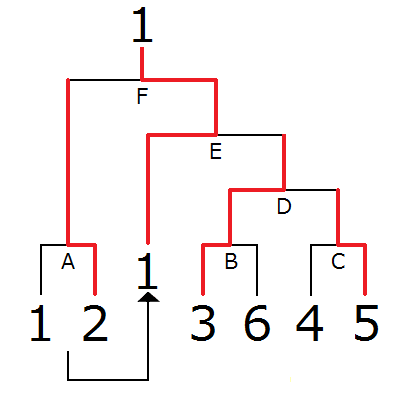
ファイナルシリーズの模式図

- リーグ戦上位6クラブがページシステムトーナメントによりシーズン総合優勝クラブを決定する。
- まず、リーグ1位と2位がホーム・アンド・アウェーで対戦する(A)。2試合合計での勝者がグランドファイナル(F)へ、敗者はプレリミナリーファイナル(E)へ進出する。また、3位と6位が(B)、4位と5位が(C)それぞれ対戦し、勝者が(D)へと進出する。
- BとCの勝者が対戦する(D)。勝者はプレリミナリーファイナル(E)へと進出し、敗者は4位となる。
- Aの敗者とDの勝者がプレリミナリーファイナル(E)で対戦する。勝者はグランドファイナル(F)へと進出し、敗者は3位となる。
- Aの勝者とEの勝者がグランドファイナル(F)で対戦し、勝者がシーズン総合優勝クラブとなる。敗者は2位となる。
- Aのみホーム・アンド・アウェーであり、それ以外はグランドファイナルを含めて1試合のみで勝敗が決定される[30]。

## 歴代優勝クラブ
| 年度    | レギュラーシーズン                 | ファイナルシリーズ             |
| ------- | ---------------------------------- | ------------------------------ |
| 2005-06 | アデレード・ユナイテッド           | シドニーFC                     |
| 2006-07 | メルボルン・ビクトリー             | メルボルン・ビクトリー         |
| 2007-08 | セントラルコースト・マリナーズ     | ニューカッスル・ジェッツ       |
| 2008-09 | メルボルン・ビクトリー             | メルボルン・ビクトリー         |
| 2009-10 | シドニーFC                         | シドニーFC                     |
| 2010-11 | ブリスベン・ロアー                 | ブリスベン・ロアー             |
| 2011-12 | セントラルコースト・マリナーズ     | ブリスベン・ロアー             |
| 2012-13 | ウェスタン・シドニー・ワンダラーズ | セントラルコースト・マリナーズ |
| 2013-14 | ブリスベン・ロアー                 | ブリスベン・ロアー             |
| 2014-15 | メルボルン・ビクトリー             | メルボルン・ビクトリー         |
| 2015-16 | アデレード・ユナイテッド           | アデレード・ユナイテッド       |
| 2016-17 | シドニーFC                         | シドニーFC                     |
| 2017-18 | シドニーFC                         | メルボルン・ビクトリー         |
| 2018-19 | パース・グローリー                 | シドニーFC                     |
| 2019-20 | シドニーFC                         | シドニーFC                     |
| 2020-21 | メルボルン・シティ                 | メルボルン・シティ             |
| 2021-22 | メルボルン・シティ                 | ウェスタン・ユナイテッド       |
| 2022-23 | メルボルン・シティ                 | セントラルコースト・マリナーズ |
| 2023-24 | セントラルコースト・マリナーズ     | セントラルコースト・マリナーズ |
| 2024–25 | オークランドFC                     | メルボルン・シティ             |

## AFCチャンピオンズリーグ
2006年、オーストラリアサッカー連盟がオセアニアサッカー連盟からアジアサッカー連盟へ転籍したことで、Aリーグに所属するクラブがAFCチャンピオンズリーグ(ACL)へ参加することが可能になった。Aリーグからの出場枠は2。初参加は2007年大会で、2005-2006シーズンの成績に基づきシドニーFCとアデレード・ユナイテッドの2クラブが参加した。2008年大会には2006-2007シーズンの成績上位クラブが参加し、以降も同様となっている。Aリーグのシーズン終了とACL開幕がほぼ同時期(2月から3月)となるため、出場クラブはACLに全力を注ぎこめる。また、出場権獲得から出場までに丸1年の差が生じるため、Aリーグの2007-2008シーズンで優勝し2009年度のACL出場権を獲得したニューカッスル・ジェッツは、Aリーグ2008-2009シーズンを最下位で終えた後にACLに挑むことになった。
ただし、2023-24シーズン以降はACL自体が秋春制に移行したため、このようなことはなくなっている。
出場条件として、レギュラーシーズンの1位クラブとファイナルシリーズ優勝クラブに出場権が与えられる。ただし、両者が同一クラブとなった場合、ファイナルシリーズ準優勝クラブが出場権を得る。
2012年大会から従来の出場枠2に、プレーオフ枠1が加わった。これにより、レギュラーシーズン3位がACLのプレーオフ出場権を得ることとなった。しかし、2013年大会から出場枠1と、プレーオフ枠1へ減らされた。その理由としてはAリーグに昇降格制度がないことと、ニュージーランドのウェリントン・フェニックスFCを除くと参加クラブ数が9クラブと少ないことにより、AFCチャンピオンズリーグ出場規定基準のポイント数を得られなかったためである。2012年大会同様の出場枠へ戻った2014年大会では、ウェスタン・シドニー・ワンダラーズが、Aリーグのクラブとして初の優勝を創設3年目で成し遂げた。
2021年大会時点ではレギュラーシーズン1位クラブにはグループステージ出場権が、レギュラーシーズン2位及びファイナルシリーズ優勝クラブにはプレーオフ出場権が与えられる。なお、レギュラーシーズン1位とファイナルシリーズ優勝クラブが重複した場合はプレーオフ出場権がレギュラーシーズン3位クラブに与えられる。
| 年度 | 出場クラブ                         | 出場クラブ | 出場クラブ                         | 出場クラブ | 出場クラブ                     | 出場クラブ |
| 年度 | クラブ名                           | 結果       | クラブ名                           | 結果       | クラブ名                       | 結果       |
| ---- | ---------------------------------- | ---------- | ---------------------------------- | ---------- | ------------------------------ | ---------- |
| 2007 | シドニーFC                         | GL敗退     | アデレード・ユナイテッド           | GL敗退     | -                              | -          |
| 2008 | メルボルン・ビクトリー             | GL敗退     | アデレード・ユナイテッド           | 準優勝     | -                              | -          |
| 2009 | ニューカッスル・ジェッツ           | ベスト16   | セントラルコースト・マリナーズ     | GL敗退     | -                              | -          |
| 2010 | メルボルン・ビクトリー             | GL敗退     | アデレード・ユナイテッド           | ベスト16   | -                              | -          |
| 2011 | シドニーFC                         | GL敗退     | メルボルン・ビクトリー             | GL敗退     | -                              | -          |
| 2012 | ブリスベン・ロアー                 | GL敗退     | セントラルコースト・マリナーズ     | GL敗退     | アデレード・ユナイテッド       | ベスト8    |
| 2013 | セントラルコースト・マリナーズ     | ベスト16   | ブリスベン・ロアー                 | PO敗退     | -                              | -          |
| 2014 | ウェスタン・シドニー・ワンダラーズ | 優勝       | セントラルコースト・マリナーズ     | GL敗退     | メルボルン・ビクトリー         | GL敗退     |
| 2015 | ブリスベン・ロアー                 | GL敗退     | ウェスタン・シドニー・ワンダラーズ | GL敗退     | セントラルコースト・マリナーズ | PO敗退     |
| 2016 | メルボルン・ビクトリー             | ベスト16   | シドニーFC                         | ベスト16   | アデレード・ユナイテッド       | PO敗退     |
| 2017 | アデレード・ユナイテッド           | GL敗退     | ウェスタン・シドニー・ワンダラーズ | GL敗退     | ブリスベン・ロアー             | GL敗退     |
| 2018 | シドニーFC                         | GL敗退     | メルボルン・ビクトリー             | GL敗退     | ブリスベン・ロアー             | PO敗退     |
| 2019 | シドニーFC                         | GL敗退     | メルボルン・ビクトリー             | GL敗退     | ニューカッスル・ジェッツ       | PO敗退     |
| 2020 | パース・グローリー                 | GL敗退     | シドニーFC                         | GL敗退     | メルボルン・ビクトリー         | ベスト16   |
| 2021 | 不参加                             | 不参加     | 不参加                             | 不参加     | 不参加                         | 不参加     |
| 2022 | メルボルン・シティ                 | GL敗退     | シドニーFC                         | GL敗退     | メルボルン・ビクトリー         | PO敗退     |

## 過去のシーズン

### 2005-2006

#### レギュラーシーズン
| 順位 | クラブ名                       | 勝点 | 勝 | 分 | 負 | 得点 | 失点 | 差  | 備考                   |
| ---- | ------------------------------ | ---- | -- | -- | -- | ---- | ---- | --- | ---------------------- |
| 1    | アデレード・ユナイテッド       | 43   | 13 | 4  | 4  | 35   | 25   | +10 | ファイナルシリーズ出場 |
| 2    | シドニーFC                     | 36   | 10 | 6  | 5  | 35   | 28   | +7  | ファイナルシリーズ出場 |
| 3    | セントラルコースト・マリナーズ | 32   | 8  | 8  | 5  | 33   | 28   | +5  | ファイナルシリーズ出場 |
| 4    | ニューカッスル・ジェッツ       | 31   | 9  | 4  | 8  | 27   | 29   | -2  | ファイナルシリーズ出場 |
| 5    | パース・グローリー             | 29   | 8  | 5  | 8  | 34   | 29   | +5  |                        |
| 6    | クイーンズランド・ロアー       | 28   | 7  | 7  | 7  | 27   | 22   | +5  |                        |
| 7    | メルボルン・ビクトリー         | 26   | 7  | 5  | 9  | 26   | 24   | +2  |                        |
| 8    | ニュージーランド・ナイツ       | 6    | 1  | 3  | 17 | 15   | 47   | -32 |                        |

#### ファイナルシリーズ
|  | セミファイナル | セミファイナル                 | セミファイナル | セミファイナル |  |  | プレリミナリーファイナル       | プレリミナリーファイナル | プレリミナリーファイナル |  |                                | グランドファイナル | グランドファイナル | グランドファイナル |
|  |                |                                | L1             | L2             |  |  |                                |                          |                          |  |                                |                    |                    |                    |
|  |                | 2月10日・17日                  |                |                |  |  |                                |                          |                          |  |                                |                    |                    |                    |
|  | 1              | アデレード・ユナイテッド       | 2              | 1              |  |  |                                |                          |                          |  |                                |                    | 3月5日             |                    |
|  | 2              | シドニーFC                     | 2              | 2              |  |  |                                | 2月26日                  |                          |  |                                |                    | シドニーFC         | 1                  |
|  |                |                                |                |                |  |  | アデレード・ユナイテッド       | 0                        |                          |  | セントラルコースト・マリナーズ | 0                  |                    |                    |
|  |                | 2月12日・19日                  | 2月12日・19日  | 2月12日・19日  |  |  | セントラルコースト・マリナーズ | 1                        |                          |  |                                |                    |                    |                    |
|  | 3              | セントラルコースト・マリナーズ | 1              | 1              |  |  |                                |                          |                          |  |                                |                    |                    |                    |
|  | 4              | ニューカッスル・ジェッツ       | 0              | 1              |  |  |                                |                          |                          |  |                                |                    |                    |                    |

### 2006-2007

#### レギュラーシーズン
| 順位 | クラブ名                       | 勝点 | 勝 | 分 | 負 | 得点 | 失点 | 差  | 備考                   |
| ---- | ------------------------------ | ---- | -- | -- | -- | ---- | ---- | --- | ---------------------- |
| 1    | メルボルン・ビクトリー         | 45   | 14 | 3  | 4  | 41   | 20   | +21 | ファイナルシリーズ出場 |
| 2    | アデレード・ユナイテッド       | 33   | 10 | 3  | 8  | 32   | 27   | +5  | ファイナルシリーズ出場 |
| 3    | ニューカッスル・ジェッツ       | 30   | 8  | 6  | 7  | 32   | 30   | +2  | ファイナルシリーズ出場 |
| 4    | シドニーFC                     | 29   | 8  | 8  | 5  | 29   | 19   | +10 | ファイナルシリーズ出場 |
| 5    | クイーンズランド・ロアー       | 29   | 8  | 5  | 8  | 25   | 27   | -2  |                        |
| 6    | セントラルコースト・マリナーズ | 24   | 6  | 6  | 9  | 22   | 26   | -4  |                        |
| 7    | パース・グローリー             | 20   | 5  | 5  | 11 | 24   | 30   | -6  |                        |
| 8    | ニュージーランド・ナイツ       | 19   | 5  | 4  | 12 | 13   | 39   | -26 |                        |

- シドニーFCは、2005-2006シーズンでのサラリーキャップオーバーに対する処罰として、勝点-3。

#### ファイナルシリーズ
|  | セミファイナル | セミファイナル           | セミファイナル  | セミファイナル  |  |  | プレリミナリーファイナル       | プレリミナリーファイナル | プレリミナリーファイナル |  |                          | グランドファイナル | グランドファイナル     | グランドファイナル |
|  |                |                          | L1              | L2              |  |  |                                |                          |                          |  |                          |                    |                        |                    |
|  |                | 1月28日・2月4日          |                 |                 |  |  |                                |                          |                          |  |                          |                    |                        |                    |
|  | 1              | メルボルン・ビクトリー   | 0               | 2               |  |  |                                |                          |                          |  |                          |                    | 2月18日                |                    |
|  | 2              | アデレード・ユナイテッド | 0               | 1               |  |  |                                | 2月11日                  |                          |  |                          |                    | メルボルン・ビクトリー | 6                  |
|  |                |                          |                 |                 |  |  | アデレード・ユナイテッド(PK戦) | 1(4)                     |                          |  | アデレード・ユナイテッド | 0                  |                        |                    |
|  |                | 1月26日・2月2日          | 1月26日・2月2日 | 1月26日・2月2日 |  |  | ニューカッスル・ジェッツ       | 1(3)                     |                          |  |                          |                    |                        |                    |
|  | 3              | ニューカッスル・ジェッツ | 1               | 2               |  |  |                                |                          |                          |  |                          |                    |                        |                    |
|  | 4              | シドニーFC               | 2               | 0               |  |  |                                |                          |                          |  |                          |                    |                        |                    |

### 2007-2008

#### レギュラーシーズン
| 順位 | クラブ名                       | 勝点 | 勝 | 分 | 負 | 得点 | 失点 | 差  | 備考                   |
| ---- | ------------------------------ | ---- | -- | -- | -- | ---- | ---- | --- | ---------------------- |
| 1    | セントラルコースト・マリナーズ | 34   | 10 | 4  | 7  | 30   | 25   | +5  | ファイナルシリーズ出場 |
| 2    | ニューカッスル・ジェッツ       | 34   | 9  | 7  | 5  | 25   | 21   | +4  | ファイナルシリーズ出場 |
| 3    | シドニーFC                     | 32   | 8  | 8  | 5  | 28   | 24   | +4  | ファイナルシリーズ出場 |
| 4    | クイーンズランド・ロアー       | 31   | 8  | 7  | 6  | 25   | 21   | +4  | ファイナルシリーズ出場 |
| 5    | メルボルン・ビクトリー         | 27   | 6  | 9  | 6  | 29   | 29   | 0   |                        |
| 6    | アデレード・ユナイテッド       | 26   | 6  | 8  | 7  | 31   | 29   | +2  |                        |
| 7    | パース・グローリー             | 20   | 4  | 8  | 9  | 27   | 34   | -7  |                        |
| 8    | ウェリントン・フェニックス     | 20   | 5  | 5  | 11 | 25   | 37   | -12 |                        |

#### ファイナルシリーズ
|  | セミファイナル | セミファイナル                 | セミファイナル  | セミファイナル  |  |  | プレリミナリーファイナル       | プレリミナリーファイナル | プレリミナリーファイナル |  |                          | グランドファイナル | グランドファイナル             | グランドファイナル |
|  |                |                                | L1              | L2              |  |  |                                |                          |                          |  |                          |                    |                                |                    |
|  |                | 1月27日・2月10日               |                 |                 |  |  |                                |                          |                          |  |                          |                    |                                |                    |
|  | 1              | セントラルコースト・マリナーズ | 0               | 3               |  |  |                                |                          |                          |  |                          |                    | 2月24日                        |                    |
|  | 2              | ニューカッスル・ジェッツ       | 2               | 0               |  |  |                                | 2月17日                  |                          |  |                          |                    | セントラルコースト・マリナーズ | 0                  |
|  |                |                                |                 |                 |  |  | ニューカッスル・ジェッツ(延長) | 3                        |                          |  | ニューカッスル・ジェッツ | 1                  |                                |                    |
|  |                | 1月25日・2月8日                | 1月25日・2月8日 | 1月25日・2月8日 |  |  | クイーンズランド・ロアー       | 2                        |                          |  |                          |                    |                                |                    |
|  | 3              | シドニーFC                     | 0               | 0               |  |  |                                |                          |                          |  |                          |                    |                                |                    |
|  | 4              | クイーンズランド・ロアー       | 0               | 2               |  |  |                                |                          |                          |  |                          |                    |                                |                    |

### 2008-2009

#### レギュラーシーズン
| 順位 | クラブ名                       | 勝点 | 勝 | 分 | 負 | 得点 | 失点 | 差  | 備考                   |
| ---- | ------------------------------ | ---- | -- | -- | -- | ---- | ---- | --- | ---------------------- |
| 1    | メルボルン・ビクトリー         | 38   | 12 | 2  | 7  | 39   | 27   | +12 | ファイナルシリーズ出場 |
| 2    | アデレード・ユナイテッド       | 38   | 11 | 5  | 5  | 31   | 19   | +12 | ファイナルシリーズ出場 |
| 3    | クイーンズランド・ロアー       | 36   | 10 | 6  | 5  | 36   | 25   | +11 | ファイナルシリーズ出場 |
| 4    | セントラルコースト・マリナーズ | 28   | 7  | 7  | 7  | 35   | 32   | +3  | ファイナルシリーズ出場 |
| 5    | シドニーFC                     | 26   | 7  | 5  | 9  | 33   | 32   | +1  |                        |
| 6    | ウェリントン・フェニックス     | 26   | 7  | 5  | 9  | 23   | 31   | -8  |                        |
| 7    | パース・グローリー             | 22   | 6  | 4  | 11 | 31   | 44   | -13 |                        |
| 8    | ニューカッスル・ジェッツ       | 18   | 4  | 6  | 11 | 21   | 39   | -18 |                        |

#### ファイナルシリーズ
|  | セミファイナル | セミファイナル                 | セミファイナル | セミファイナル |  |  | プレリミナリーファイナル | プレリミナリーファイナル | プレリミナリーファイナル |  |                          | グランドファイナル | グランドファイナル     | グランドファイナル |
|  |                |                                | L1             | L2             |  |  |                          |                          |                          |  |                          |                    |                        |                    |
|  |                | 2月7日・14日                   |                |                |  |  |                          |                          |                          |  |                          |                    |                        |                    |
|  | 1              | メルボルン・ビクトリー         | 2              | 4              |  |  |                          |                          |                          |  |                          |                    | 2月28日                |                    |
|  | 2              | アデレード・ユナイテッド       | 0              | 0              |  |  |                          | 2月21日                  |                          |  |                          |                    | メルボルン・ビクトリー | 1                  |
|  |                |                                |                |                |  |  | アデレード・ユナイテッド | 1                        |                          |  | アデレード・ユナイテッド | 0                  |                        |                    |
|  |                | 2月6日・13日                   | 2月6日・13日   | 2月6日・13日   |  |  | クイーンズランド・ロアー | 0                        |                          |  |                          |                    |                        |                    |
|  | 3              | クイーンズランド・ロアー       | 2              | 2              |  |  |                          |                          |                          |  |                          |                    |                        |                    |
|  | 4              | セントラルコースト・マリナーズ | 0              | 1              |  |  |                          |                          |                          |  |                          |                    |                        |                    |

### 2009-2010

#### レギュラーシーズン
| 順位 | クラブ名                           | 勝点 | 勝 | 分 | 負 | 得点 | 失点 | 差  | 備考                   |
| ---- | ---------------------------------- | ---- | -- | -- | -- | ---- | ---- | --- | ---------------------- |
| 1    | シドニーFC                         | 48   | 15 | 3  | 9  | 35   | 23   | +12 | ファイナルシリーズ出場 |
| 2    | メルボルン・ビクトリー             | 47   | 14 | 5  | 8  | 47   | 32   | +15 | ファイナルシリーズ出場 |
| 3    | ゴールドコースト・ユナイテッド     | 44   | 13 | 5  | 9  | 39   | 35   | +5  | ファイナルシリーズ出場 |
| 4    | ウェリントン・フェニックス         | 40   | 10 | 10 | 7  | 37   | 29   | +8  | ファイナルシリーズ出場 |
| 5    | パース・グローリー                 | 39   | 11 | 6  | 10 | 40   | 34   | +6  | ファイナルシリーズ出場 |
| 6    | ニューカッスル・ジェッツ           | 34   | 10 | 4  | 13 | 33   | 45   | -12 | ファイナルシリーズ出場 |
| 7    | ノースクイーンズランド・フューリー | 32   | 8  | 8  | 11 | 29   | 46   | -17 |                        |
| 8    | セントラルコースト・マリナーズ     | 30   | 7  | 9  | 11 | 32   | 29   | +3  |                        |
| 9    | ブリスベン・ロアー                 | 30   | 8  | 6  | 13 | 32   | 42   | -10 |                        |
| 10   | アデレード・ユナイテッド           | 29   | 7  | 8  | 12 | 24   | 33   | -9  |                        |

#### ファイナルシリーズ
|  | セミファイナル第1週 | セミファイナル第1週               | セミファイナル第1週 |   |   | セミファイナル第2週               | セミファイナル第2週 |  |  | プレリミナリーファイナル   | プレリミナリーファイナル |  |  | グランドファイナル     | グランドファイナル |
|  |                     | 2月18日                           |                     |   |   | 3月7日                            |                     |  |  |                            |                          |  |  | 3月20日                |                    |
|  | 1                   | シドニーFC                        | 1                   | — | — | シドニーFC                        | 2                   |  |  |                            |                          |  |  | メルボルン・ビクトリー | 1 (2)              |
|  | 2                   | メルボルン・ビクトリー            | 2                   | — | — | メルボルン・ビクトリー (延長)     | 2                   |  |  |                            |                          |  |  | シドニーFC (PK戦)      | 1 (4)              |
|  |                     |                                   |                     |   |   |                                   |                     |  |  | 3月13日                    |                          |  |  |                        |                    |
|  |                     | 2月20日                           |                     |   |   |                                   |                     |  |  | シドニーFC                 | 4                        |  |  |                        |                    |
|  | 3                   | ゴールドコースト・ユナイテッド    | 0 (5)               |   |   |                                   |                     |  |  | ウェリントン・フェニックス | 2                        |  |  |                        |                    |
|  | 6                   | ニューカッスル・ジェッツ (PK戦)   | 0 (6)               |   |   | 3月7日                            |                     |  |  |                            |                          |  |  |                        |                    |
|  |                     |                                   |                     |   |   | ウェリントン・フェニックス (延長) | 3                   |  |  |                            |                          |  |  |                        |                    |
|  |                     | 2月21日                           |                     |   |   | ニューカッスル・ジェッツ          | 1                   |  |  |                            |                          |  |  |                        |                    |
|  | 4                   | ウェリントン・フェニックス (PK戦) | 1 (4)               |   |   |                                   |                     |  |  |                            |                          |  |  |                        |                    |
|  | 5                   | パース・グローリー                | 1 (2)               |   |   |                                   |                     |  |  |                            |                          |  |  |                        |                    |

### 2010-2011

#### レギュラーシーズン
| 順位 | クラブ名                           | 勝点 | 勝 | 分 | 負 | 得点 | 失点 | 差  | 備考                   |
| ---- | ---------------------------------- | ---- | -- | -- | -- | ---- | ---- | --- | ---------------------- |
| 1    | ブリスベン・ロアー                 | 65   | 18 | 11 | 1  | 58   | 26   | +32 | ファイナルシリーズ出場 |
| 2    | セントラルコースト・マリナーズ     | 57   | 16 | 9  | 5  | 50   | 31   | +19 | ファイナルシリーズ出場 |
| 3    | アデレード・ユナイテッド           | 50   | 15 | 5  | 10 | 51   | 36   | +15 | ファイナルシリーズ出場 |
| 4    | ゴールドコースト・ユナイテッド     | 46   | 12 | 10 | 8  | 40   | 32   | +8  | ファイナルシリーズ出場 |
| 5    | メルボルン・ビクトリー             | 43   | 11 | 10 | 9  | 45   | 39   | +6  | ファイナルシリーズ出場 |
| 6    | ウェリントン・フェニックス         | 41   | 12 | 5  | 13 | 39   | 41   | -2  | ファイナルシリーズ出場 |
| 7    | ニューカッスル・ジェッツ           | 35   | 9  | 8  | 13 | 29   | 33   | -4  |                        |
| 8    | メルボルン・ハート                 | 35   | 8  | 11 | 11 | 32   | 42   | -10 |                        |
| 9    | シドニーFC                         | 34   | 8  | 10 | 12 | 35   | 40   | -5  |                        |
| 10   | パース・グローリー                 | 23   | 5  | 8  | 17 | 27   | 54   | -27 |                        |
| 11   | ノースクイーンズランド・フューリー | 19   | 4  | 7  | 19 | 28   | 60   | -32 |                        |

#### ファイナルシリーズ
|  | セミファイナル第1週 | セミファイナル第1週            | セミファイナル第1週 |   |   | セミファイナル第2週            | セミファイナル第2週 |  |  | プレリミナリーファイナル       | プレリミナリーファイナル |  |  | グランドファイナル             | グランドファイナル |
|  |                     | 2月19日                        |                     |   |   | 2月26日                        |                     |  |  |                                |                          |  |  | 3月13日                        |                    |
|  | 1                   | セントラルコースト・マリナーズ | 0                   | — | — | ブリスベン・ロアー (延長)      | 2                   |  |  |                                |                          |  |  | ブリスベン・ロアー (PK戦)      | 2 (4)              |
|  | 2                   | ブリスベン・ロアー             | 2                   | — | — | セントラルコースト・マリナーズ | 2                   |  |  |                                |                          |  |  | セントラルコースト・マリナーズ | 2 (2)              |
|  |                     |                                |                     |   |   |                                |                     |  |  | 3月5日                         |                          |  |  |                                |                    |
|  |                     | 2月18日                        |                     |   |   |                                |                     |  |  | セントラルコースト・マリナーズ | 1                        |  |  |                                |                    |
|  | 3                   | アデレード・ユナイテッド       | 1                   |   |   |                                |                     |  |  | ゴールドコースト・ユナイテッド | 0                        |  |  |                                |                    |
|  | 6                   | ウェリントン・フェニックス     | 0                   |   |   | 2月27日                        |                     |  |  |                                |                          |  |  |                                |                    |
|  |                     |                                |                     |   |   | アデレード・ユナイテッド       | 2                   |  |  |                                |                          |  |  |                                |                    |
|  |                     | 2月20日                        |                     |   |   | ゴールドコースト・ユナイテッド | 3                   |  |  |                                |                          |  |  |                                |                    |
|  | 4                   | ゴールドコースト・ユナイテッド | 1                   |   |   |                                |                     |  |  |                                |                          |  |  |                                |                    |
|  | 5                   | メルボルン・ビクトリー         | 0                   |   |   |                                |                     |  |  |                                |                          |  |  |                                |                    |

### 2011-2012

#### レギュラーシーズン
| 順位 | クラブ名                       | 勝点 | 勝 | 分 | 負 | 得点 | 失点 | 差  | 備考                   |
| ---- | ------------------------------ | ---- | -- | -- | -- | ---- | ---- | --- | ---------------------- |
| 1    | セントラルコースト・マリナーズ | 51   | 15 | 6  | 6  | 40   | 24   | +16 | ファイナルシリーズ出場 |
| 2    | ブリスベン・ロアー             | 49   | 14 | 7  | 6  | 50   | 28   | +22 | ファイナルシリーズ出場 |
| 3    | パース・グローリー             | 43   | 13 | 4  | 10 | 40   | 35   | +5  | ファイナルシリーズ出場 |
| 4    | ウェリントン・フェニックス     | 40   | 12 | 4  | 11 | 34   | 32   | +2  | ファイナルシリーズ出場 |
| 5    | シドニーFC                     | 38   | 10 | 8  | 9  | 37   | 42   | -5  | ファイナルシリーズ出場 |
| 6    | メルボルン・ハート             | 37   | 9  | 10 | 8  | 35   | 34   | +1  | ファイナルシリーズ出場 |
| 7    | ニューカッスル・ジェッツ       | 35   | 10 | 5  | 12 | 38   | 41   | -3  |                        |
| 8    | メルボルン・ビクトリー         | 29   | 6  | 11 | 10 | 35   | 43   | -8  |                        |
| 9    | アデレード・ユナイテッド       | 25   | 5  | 10 | 12 | 26   | 44   | -18 |                        |
| 10   | ゴールドコースト・ユナイテッド | 21   | 4  | 9  | 14 | 30   | 42   | -12 |                        |

#### ファイナルシリーズ
|  | セミファイナル第1週 | セミファイナル第1週            | セミファイナル第1週 |   |   | セミファイナル第2週            | セミファイナル第2週 |  |  | プレリミナリーファイナル              | プレリミナリーファイナル |  |  | グランドファイナル | グランドファイナル |
|  |                     | 3月31日                        |                     |   |   | 4月8日                         |                     |  |  |                                       |                          |  |  | 4月22日            |                    |
|  | 1                   | ブリスベン・ロアー             | 2                   | — | — | セントラルコースト・マリナーズ | 2                   |  |  |                                       |                          |  |  | ブリスベン・ロアー | 2                  |
|  | 2                   | セントラルコースト・マリナーズ | 0                   | — | — | ブリスベン・ロアー             | 3                   |  |  |                                       |                          |  |  | パース・グローリー | 1                  |
|  |                     |                                |                     |   |   |                                |                     |  |  | 4月14日                               |                          |  |  |                    |                    |
|  |                     | 4月1日                         |                     |   |   |                                |                     |  |  | セントラルコースト・マリナーズ (PK戦) | 1 (3)                    |  |  |                    |                    |
|  | 3                   | パース・グローリー             | 3                   |   |   |                                |                     |  |  | パース・グローリー                    | 1 (5)                    |  |  |                    |                    |
|  | 6                   | メルボルン・ハート             | 0                   |   |   | 4月7日                         |                     |  |  |                                       |                          |  |  |                    |                    |
|  |                     |                                |                     |   |   | パース・グローリー             | 3                   |  |  |                                       |                          |  |  |                    |                    |
|  |                     | 3月30日                        |                     |   |   | ウェリントン・フェニックス     | 2                   |  |  |                                       |                          |  |  |                    |                    |
|  | 4                   | ウェリントン・フェニックス     | 3                   |   |   |                                |                     |  |  |                                       |                          |  |  |                    |                    |
|  | 5                   | シドニーFC                     | 2                   |   |   |                                |                     |  |  |                                       |                          |  |  |                    |                    |

### 2012-2013

#### レギュラーシーズン
| 順位 | クラブ名                           | 勝点 | 勝 | 分 | 負 | 得点 | 失点 | 差  | 備考                   |
| ---- | ---------------------------------- | ---- | -- | -- | -- | ---- | ---- | --- | ---------------------- |
| 1    | ウェスタン・シドニー・ワンダラーズ | 57   | 18 | 3  | 6  | 41   | 21   | +20 | ファイナルシリーズ出場 |
| 2    | セントラルコースト・マリナーズ     | 54   | 16 | 6  | 5  | 48   | 22   | +26 | ファイナルシリーズ出場 |
| 3    | メルボルン・ビクトリー             | 44   | 13 | 5  | 9  | 48   | 45   | +3  | ファイナルシリーズ出場 |
| 4    | アデレード・ユナイテッド           | 41   | 12 | 5  | 10 | 38   | 37   | +1  | ファイナルシリーズ出場 |
| 5    | ブリスベン・ロアー                 | 35   | 10 | 5  | 12 | 33   | 29   | +4  | ファイナルシリーズ出場 |
| 6    | パース・グローリー                 | 32   | 9  | 5  | 13 | 29   | 31   | -2  | ファイナルシリーズ出場 |
| 7    | シドニーFC                         | 32   | 9  | 5  | 13 | 41   | 51   | -10 |                        |
| 8    | ニューカッスル・ジェッツ           | 31   | 8  | 7  | 12 | 30   | 45   | -15 |                        |
| 9    | メルボルン・ハート                 | 27   | 8  | 3  | 16 | 31   | 40   | -9  |                        |
| 10   | ウェリントン・フェニックス         | 27   | 7  | 6  | 14 | 31   | 49   | -18 |                        |

#### ファイナルシリーズ
8回目のシーズンとなった2012-13シーズンのAリーグでは、ファイナルシリーズに新方式が取り入れられた。ファイナルシリーズのすべての試合は1回戦制で開催され、リーグ成績の上位チームがホームスタジアムで試合を開催することとなった。また、前年度まではリーグ上位2チームは一度敗退してもプレリミナリーファイナルに進むことができていたが、この制度は廃止された。代わりにリーグ上位2チームは1回戦の試合は免除され、準決勝から登場する。決勝戦は従来通り中立地での一発勝負となる。
| 1回戦                         | 1回戦 |  |  | 準決勝                             | 準決勝 |  |                                    | 決勝 | 決勝 |
|                               |       |  |  |                                    |        |  |                                    |      |      |
|                               |       |  |  | ウェスタン・シドニー・ワンダラーズ | 2      |  |                                    |      |      |
| アデレード・ユナイテッド      | 1     |  |  | ブリスベン・ロアー                 | 0      |  |                                    |      |      |
| ブリスベン・ロアー            | 2     |  |  |                                    |        |  | ウェスタン・シドニー・ワンダラーズ | 0    |      |
|                               |       |  |  |                                    |        |  | セントラル・コースト・マリナーズ   | 2    |      |
|                               |       |  |  | セントラル・コースト・マリナーズ   | 1      |  |                                    |      |      |
| メルボルン・ビクトリー (延長) | 2     |  |  | メルボルン・ビクトリー             | 0      |  |                                    |      |      |
| パース・グローリー            | 1     |  |  |                                    |        |  |                                    |      |      |

## 個人表彰

### ジョニー・ウォーレン・メダル
- レギュラーシーズンにおける最優秀選手賞
- 元選手、レフェリー、技術専門家、メディアによる投票で選出される
- ジョニー・ウォーレンは1960年代から70年代にかけて活躍した元オーストラリア代表のサッカー選手

| シーズン | 選手名                         | 当時所属クラブ                     | 国籍             |
| -------- | ------------------------------ | ---------------------------------- | ---------------- |
| 2005-06  | ボビー・デスポトフスキ         | パース・グローリー                 | オーストラリア   |
| 2006-07  | ニック・カール                 | ニューカッスル・ジェッツ           | オーストラリア   |
| 2007-08  | ジョエル・グリフィス           | ニューカッスル・ジェッツ           | オーストラリア   |
| 2008-09  | シェーン・スメルツ             | ウェリントン・フェニックス         | ニュージーランド |
| 2009-10  | カルロス・エルナンデス         | メルボルン・ビクトリー             | コスタリカ       |
| 2010-11  | マルコス・フローレス           | アデレード・ユナイテッド           | アルゼンチン     |
| 2011-12  | トーマス・ブロイヒ             | ブリスベン・ロアー                 | ドイツ           |
| 2012-13  | マルコ・ロハス                 | メルボルン・ビクトリー             | ニュージーランド |
| 2013-14  | トーマス・ブロイヒ             | ブリスベン・ロアー                 | ドイツ           |
| 2014-15  | ネイサン・バーンズ             | ウェリントン・フェニックス         | オーストラリア   |
| 2015-16  | ディエゴ・カストロ             | パース・グローリー                 | スペイン         |
| 2016-17  | ミロシュ・ニンコヴィッチ       | シドニーFC                         | セルビア         |
| 2017-18  | アドリアン・ミェジェイェフスキ | シドニーFC                         | ポーランド       |
| 2018-19  | ロイ・クリシュナ               | ウェリントン・フェニックス         | フィジー         |
| 2019-20  | アレッサンドロ・ディアマンティ | ウェスタン・ユナイテッド           | イタリア         |
| 2020-21  | ウリセス・ダビラ               | ウェリントン・フェニックス         | メキシコ         |
| 2020-21  | ミロシュ・ニンコヴィッチ       | シドニーFC                         | セルビア         |
| 2021-22  | ジェイク・ブリマー             | メルボルン・ビクトリー             | オーストラリア   |
| 2022-23  | クレイグ・グッドウィン         | アデレード・ユナイテッド           | オーストラリア   |
| 2023-24  | ジョシュ・ニスベット           | セントラルコースト・マリナーズ     | オーストラリア   |
| 2024-25  | ニコラス・ミラノヴィッチ       | ウェスタン・シドニー・ワンダラーズ | オーストラリア   |

### ジョー・マーストン・メダル
- グランド・ファイナルにおける最優秀選手賞
- ジョー・マーストンは1950年代を中心に活躍した元オーストラリア代表のサッカー選手

| シーズン | 選手名                         | 当時所属クラブ                     | 国籍                 |
| -------- | ------------------------------ | ---------------------------------- | -------------------- |
| 2006     | ドワイト・ヨーク               | シドニーFC                         | トリニダード・トバゴ |
| 2007     | アーチー・トンプソン           | メルボルン・ビクトリー             | オーストラリア       |
| 2008     | アンドリュー・デュランテ       | ニューカッスル・ジェッツ           | オーストラリア       |
| 2009     | トム・ポンデリャク             | メルボルン・ビクトリー             | オーストラリア       |
| 2010     | サイモン・コロシモ             | シドニーFC                         | オーストラリア       |
| 2011     | マシュー・ライアン             | セントラルコースト・マリナーズ     | オーストラリア       |
| 2012     | ジェイコブ・バーンズ           | パース・グローリー                 | オーストラリア       |
| 2013     | ダニエル・マクブリーン         | セントラルコースト・マリナーズ     | オーストラリア       |
| 2014     | トーマス・ブロイヒ             | ブリスベン・ロアー                 | ドイツ               |
| 2014     | ヤコポ・ラ・ロッカ             | ウェスタン・シドニー・ワンダラーズ | イタリア             |
| 2015     | マーク・ミリガン               | メルボルン・ビクトリー             | オーストラリア       |
| 2016     | イサイアス・サンチェス         | アデレード・ユナイテッド           | スペイン             |
| 2017     | ダニエル・ゲオルギエフスキ     | メルボルン・ビクトリー             | 北マケドニア         |
| 2018     | ローレンス・トーマス           | メルボルン・ビクトリー             | オーストラリア       |
| 2019     | ミロシュ・ニンコヴィッチ       | シドニーFC                         | セルビア             |
| 2020     | ライアン・グラント             | シドニーFC                         | オーストラリア       |
| 2021     | ナサニエル・アトキンソン       | メルボルン・シティ                 | オーストラリア       |
| 2022     | アレクサンダル・プリヨヴィッチ | ウェスタン・ユナイテッド           | セルビア             |

### 最優秀若手選手賞
- 20歳以下で最も活躍した選手に与えられる

| シーズン | 選手名                   | 当時所属クラブ                 | 国籍             |
| -------- | ------------------------ | ------------------------------ | ---------------- |
| 2005-06  | ニック・ワード           | パース・グローリー             | オーストラリア   |
| 2006-07  | エイドリアン・レイジャー | メルボルン・ビクトリー         | オーストラリア   |
| 2007-08  | ブルース・ジテ           | アデレード・ユナイテッド       | オーストラリア   |
| 2008-09  | スコット・ジェイミーソン | アデレード・ユナイテッド       | オーストラリア   |
| 2009-10  | トーマス・オアー         | ブリスベン・ロアー             | オーストラリア   |
| 2010-11  | マシュー・ライアン       | セントラルコースト・マリナーズ | オーストラリア   |
| 2011-12  | マシュー・ライアン       | セントラルコースト・マリナーズ | オーストラリア   |
| 2012-13  | マルコ・ロハス           | メルボルン・ビクトリー         | ニュージーランド |
| 2013-14  | アダム・タガート         | ニューカッスル・ジェッツ       | オーストラリア   |
| 2014-15  | ジェームズ・ジェゴー     | アデレード・ユナイテッド       | オーストラリア   |
| 2015-16  | ジェイミー・マクラーレン | ブリスベン・ロアー             | オーストラリア   |
| 2016-17  | ジェイミー・マクラーレン | ブリスベン・ロアー             | オーストラリア   |
| 2017-18  | ダニエル・アルザニ       | メルボルン・シティ             | オーストラリア   |
| 2018-19  | クリス・イコノミーディス | パース・グロ－リー             | オーストラリア   |
| 2019-20  | ライリー・マッグリー     | アデレード・ユナイテッド       | オーストラリア   |
| 2020-21  | ジョエル・キング         | シドニーFC                     | オーストラリア   |
| 2021-22  | アンガス・サーゲット     | ニューカッスル・ジェッツ       | オーストラリア   |

### ゴールデン・ブーツ
- シーズン得点王。ファイナルシリーズの成績は含まれない

| シーズン | 選手名                   | 当時所属クラブ                 | 国籍             | 得点 |
| -------- | ------------------------ | ------------------------------ | ---------------- | ---- |
| 2005-06  | アレックス・ブロスケ     | クイーンズランド・ロアー       | オーストラリア   | 8    |
| 2005-06  | ボビー・デスポトフスキ   | パース・グローリー             | オーストラリア   | 8    |
| 2005-06  | スチュワート・ペトリー   | セントラルコースト・マリナーズ | スコットランド   | 8    |
| 2005-06  | アーチー・トンプソン     | メルボルン・ビクトリー         | オーストラリア   | 8    |
| 2006-07  | ダニエル・オールソップ   | メルボルン・ビクトリー         | オーストラリア   | 11   |
| 2007-08  | ジョエル・グリフィス     | ニューカッスル・ジェッツ       | オーストラリア   | 12   |
| 2008-09  | シェーン・スメルツ       | ウェリントン・フェニックス     | ニュージーランド | 12   |
| 2009-10  | シェーン・スメルツ       | ゴールドコースト・ユナイテッド | ニュージーランド | 19   |
| 2010-11  | セルジオ・ファン・ダイク | アデレード・ユナイテッド       | オランダ         | 16   |
| 2011-12  | ベサルト・ベリーシャ     | ブリスベン・ロアー             | アルバニア       | 19   |
| 2012-13  | ダニエル・マクブリーン   | セントラルコースト・マリナーズ | イングランド     | 17   |
| 2013-14  | アダム・タガート         | ニューカッスル・ジェッツ       | オーストラリア   | 16   |
| 2014-15  | マルク・ヤンコ           | シドニーFC                     | オーストリア     | 16   |
| 2015-16  | ブルーノ・フォルナローリ | メルボルン・シティ             | ウルグアイ       | 23   |
| 2016-17  | ベサルト・ベリーシャ     | メルボルン・ビクトリー         | コソボ           | 19   |
| 2016-17  | ジェイミー・マクラーレン | ブリスベン・ロアー             | オーストラリア   | 19   |
| 2017-18  | ボボー                   | シドニーFC                     | ブラジル         | 27   |
| 2018-19  | ロイ・クリシュナ         | ウェリントン・フェニックス     | フィジー         | 18   |
| 2019-20  | ジェイミー・マクラーレン | メルボルン・シティ             | オーストラリア   | 22   |
| 2020-21  | ジェイミー・マクラーレン | メルボルン・シティ             | オーストラリア   | 25   |
| 2021-22  | ジェイミー・マクラーレン | メルボルン・シティ             | オーストラリア   | 15   |

### 最優秀ゴールキーパー
| シーズン | 選手名                     | 当時所属クラブ                     | 国籍           |
| -------- | -------------------------- | ---------------------------------- | -------------- |
| 2005-06  | クリント・ボルトン         | シドニーFC                         | オーストラリア |
| 2006-07  | マイケル・セオ             | メルボルン・ビクトリー             | オーストラリア |
| 2007-08  | マイケル・セオ             | メルボルン・ビクトリー             | オーストラリア |
| 2008-09  | ユージン・ガレコビッチ     | アデレード・ユナイテッド           | オーストラリア |
| 2009-10  | ユージン・ガレコビッチ     | アデレード・ユナイテッド           | オーストラリア |
| 2010-11  | マイケル・セオ             | ブリスベン・ロアー                 | オーストラリア |
| 2011-12  | マシュー・ライアン         | セントラルコースト・マリナーズ     | オーストラリア |
| 2012-13  | アンテ・コヴィッチ         | ウェスタン・シドニー・ワンダラーズ | オーストラリア |
| 2013-14  | ユージン・ガレコヴィッチ   | アデレード・ユナイテッド           | オーストラリア |
| 2014-15  | ユージン・ガレコヴィッチ   | アデレード・ユナイテッド           | オーストラリア |
| 2015-16  | トーマス・セーレンセン     | メルボルン・シティ                 | デンマーク     |
| 2016-17  | ダニー・ヴコヴィッチ       | シドニーFC                         | オーストラリア |
| 2017-18  | ジェイミー・ヤング         | ブリスベン・ロアー                 | イングランド   |
| 2018-19  | フィリップ・クルト         | ウェリントン・フェニックス         | ポーランド     |
| 2019-20  | アンドリュー・レッドメイン | シドニーFC                         | オーストラリア |
| 2020-21  | マーク・ビリギッティ       | セントラルコースト・マリナーズ     | オーストラリア |
| 2020-21  | アンドリュー・レッドメイン | シドニーFC                         | オーストラリア |
| 2020-21  | マーク・ビリギッティ       | セントラルコースト・マリナーズ     | オーストラリア |
| 2020-21  | アンドリュー・レッドメイン | シドニーFC                         | オーストラリア |
| 2021-22  | マーク・ビリギッティ       | セントラルコースト・マリナーズ     | オーストラリア |

### 最優秀監督
| シーズン | 選手名                       | 当時所属クラブ                     | 国籍           |
| -------- | ---------------------------- | ---------------------------------- | -------------- |
| 2005-06  | ローリー・マッキーナ         | セントラルコースト・マリナーズ     | スコットランド |
| 2006-07  | アーニー・メリック           | メルボルン・ビクトリー             | スコットランド |
| 2007-08  | ゲイリー・ヴァン・エグモンド | ニューカッスル・ジェッツ           | オーストラリア |
| 2008-09  | アウレリオ・ヴィドマー       | アデレード・ユナイテッド           | オーストラリア |
| 2009-10  | アーニー・メリック           | メルボルン・ビクトリー             | スコットランド |
| 2010-11  | アンジェ・ポステコグルー     | ブリスベン・ロアー                 | オーストラリア |
| 2011-12  | グラハム・アーノルド         | セントラルコースト・マリナーズ     | オーストラリア |
| 2012-13  | トニー・ポポヴィッチ         | ウェスタン・シドニー・ワンダラーズ | オーストラリア |
| 2013-14  | マイク・マルヴェイ           | ブリスベン・ロアー                 | イングランド   |
| 2014-15  | ケヴィン・マスカット         | メルボルン・ビクトリー             | オーストラリア |
| 2015-16  | ギジェルモ・アモール         | アデレード・ユナイテッド           | スペイン       |
| 2016-17  | グラハム・アーノルド         | シドニーFC                         | オーストラリア |
| 2017-18  | グラハム・アーノルド         | シドニーFC                         | オーストラリア |
| 2018-19  | トニー・ポポヴィッチ         | パース・グローリー                 | オーストラリア |
| 2019-20  | エリク・モンバエルツ         | メルボルン・シティ                 | フランス       |
| 2020-21  | パトリック・キスノーボ       | メルボルン・シティ                 | オーストラリア |
| 2021-22  | トニー・ポポヴィッチ         | メルボルン・ビクトリー             | オーストラリア |

### フェアプレー賞
- レギュラーシーズンで最も反則ポイントが少なかったチームに贈られる
- 反則ポイントの計算方法：警告=1点、警告2回での退場=2点、一発退場=3点

| シーズン | チーム名                       |
| -------- | ------------------------------ |
| 2005-06  | パース・グローリー             |
| 2006-07  | パース・グローリー             |
| 2007-08  | ニューカッスル・ジェッツ       |
| 2008-09  | クイーンズランド・ロアー       |
| 2009-10  | シドニーFC                     |
| 2010-11  | ブリスベン・ロアー             |
| 2011-12  | ブリスベン・ロアー             |
| 2012-13  | ブリスベン・ロアー             |
| 2013-14  | ブリスベン・ロアー             |
| 2014-15  | ウェリントン・フェニックス     |
| 2015-16  | ブリスベン・ロアー             |
| 2016-17  | セントラルコースト・マリナーズ |
| 2017-18  | シドニーFC                     |
| 2018-19  | シドニーFC                     |
| 2019-20  | シドニーFC                     |
| 2020-21  | ブリスベン・ロアー             |
| 2021-22  |                                |

### 最優秀審判員
| シーズン | 審判員名               | 国籍           |
| -------- | ---------------------- | -------------- |
| 2005-06  | マーク・シールド       | オーストラリア |
| 2006-07  | マーク・シールド       | オーストラリア |
| 2007-08  | マーク・シールド       | オーストラリア |
| 2008-09  | マシュー・ブリーズ     | オーストラリア |
| 2009-10  | ストレバー・デロフスキ | オーストラリア |
| 2010-11  | マシュー・ブリーズ     | オーストラリア |
| 2011-12  | ジャレッド・ジレット   | オーストラリア |
| 2012-13  | ピーター・グリーン     | オーストラリア |
| 2013-14  | ピーター・グリーン     | オーストラリア |
| 2014-15  | ジャレッド・ジレット   | オーストラリア |
| 2015-16  | ジャレッド・ジレット   | オーストラリア |
| 2016-17  | ジャレッド・ジレット   | オーストラリア |
| 2017-18  | ジャレッド・ジレット   | オーストラリア |
| 2018-19  | ショーン・エヴァンズ   | オーストラリア |
| 2019-20  | クリストファー・ビース | オーストラリア |
| 2020-21  | クリストファー・ビース | オーストラリア |
| 2021-22  | アレックス・キング     | オーストラリア |

### 最優秀外国人選手
| シーズン | 選手名                 | 当時所属クラブ           | 国籍           |
| -------- | ---------------------- | ------------------------ | -------------- |
| 2008-09  | チャーリー・ミラー     | クイーンズランド・ロアー | スコットランド |
| 2009-10  | カルロス・エルナンデス | メルボルン・ビクトリー   | コスタリカ     |
| 2010-11  | マルコス・フローレス   | アデレード・ユナイテッド | アルゼンチン   |
| 2011-12  | トーマス・ブロイヒ     | ブリスベン・ロアー       | ドイツ         |